# Philodendron consobrinum
Philodendron consobrinum är en enhjärtbladig växtart som beskrevs av George Sydney Bunting. Philodendron consobrinum ingår i släktet Philodendron och familjen kallaväxter. Inga underarter finns listade i Catalogue of Life.